# Штуола
Штуола, або Штвола (словац. Štôla) — село в Словаччині, Попрадському окрузі Пряшівського краю.
Уперше згадується в 1330 році.
У селі є протестантський костел з 1870 року у стилі неокласицизму.

## Населення
| Рік:            | 1994. | 2004.   | 2014.   | 2024.   |
| --------------- | ----- | ------- | ------- | ------- |
| Кількість осіб: | 533   | 548     | 539     | 526     |
| Різниця:        |       | +2,81 % | -1,64 % | -2,41 % |

| Рік:            | 2023. | 2024.   |
| --------------- | ----- | ------- |
| Кількість осіб: | 531   | 526     |
| Різниця:        |       | -0,94 % |

У селі проживає 520 осіб.
Національний склад населення (за даними останнього перепису населення — 2001 року):
- словаки — 89,36 %,
- цигани — 5,14 %,
- чехи — 2,20 %,
- угорці — 0,37 %,

Склад населення за приналежністю до релігії станом на 2001 рік:
- римо-католики — 39,27 %,
- протестанти — 34,86 %,
- греко-католики — 2,57 %,
- православні — 0,37 %,
- не вважають себе вірянами або не належать до жодної вищезгаданої конфесії — 12,29 %

## Географія
Розташоване у північній Словаччині у західній частині Попрадської котловини на південних схилах Високих Татер. Протікають Батізовський потік; Гаґанський потік і Великий Шум.